# Greg Kroah-Hartman

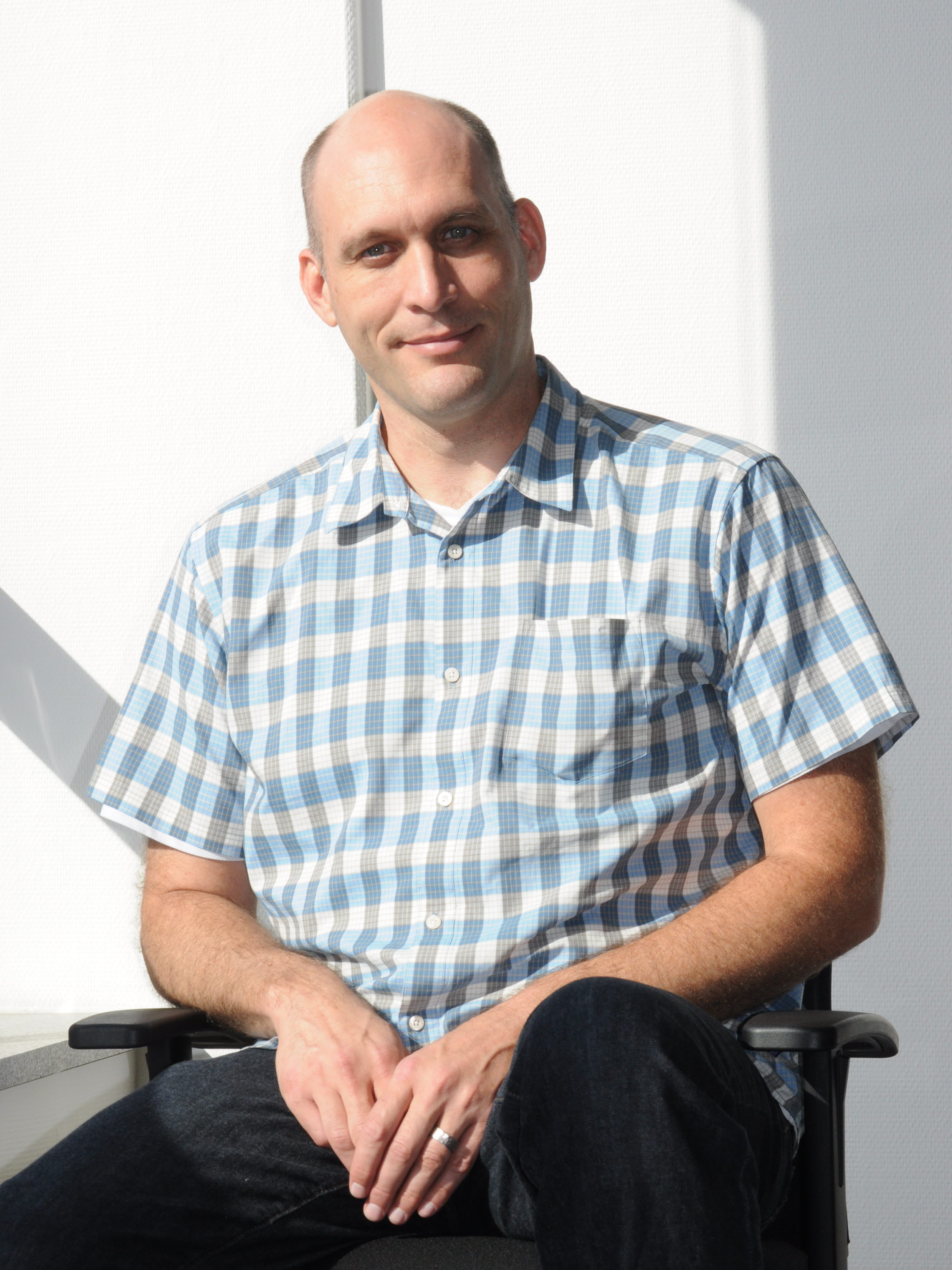
Greg Kroah-Hartman, 2011

Greg Kroah-Hartman ist ein US-amerikanischer Softwareentwickler und einer der prominentesten Linux-Kernel-Entwickler, insbesondere beim von ihm selbst gestarteten Linux Driver Project.

## Leben
Die Maintainer-Datei des Linux-Kernels gibt ihn als Verantwortlichen für den stabilen Kernel-Zweig, das Staging-Subsystem, USB, driver core, debugfs, kref, kobject und das Sysfs-Kernel-Subsystem aus. Außerdem ist er Entwickler beim Udev-Projekt.
Von 2004 bis Anfang 2012 arbeitete er für Novell bei den SUSE Labs. Seit 1. Februar 2012 arbeitet er für die Linux Foundation. Er wohnt in Den Haag.